# Erich von Stroheim

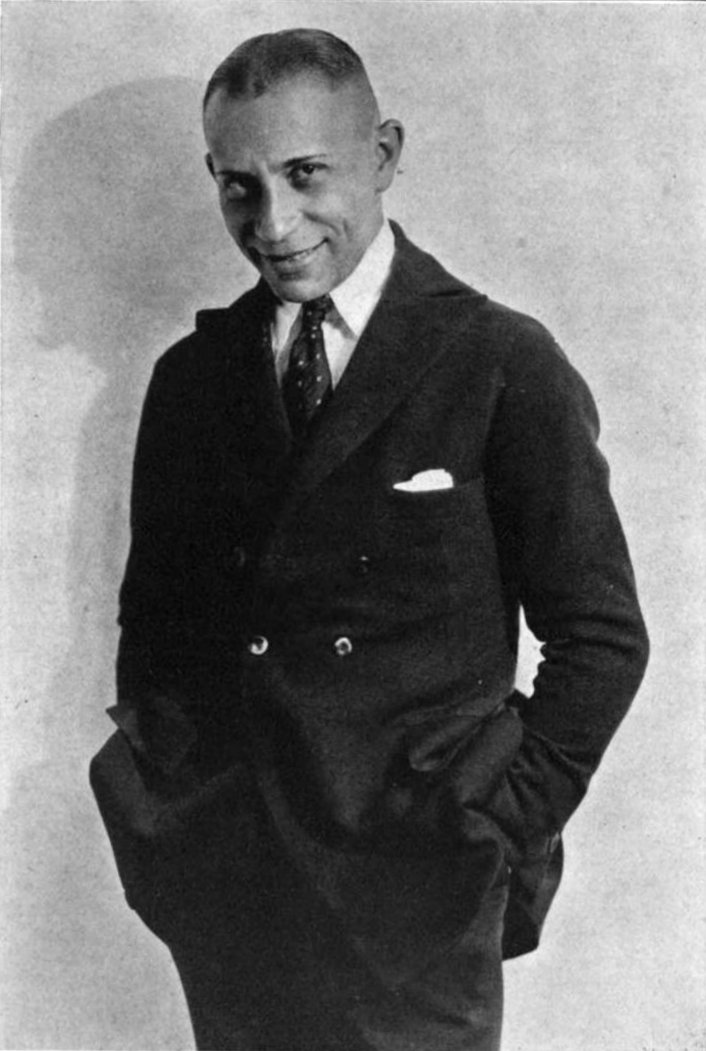
Erich von Stroheim

Erich von Stroheim (geboren als Erich Oswald Stroheim; * 22. September 1885 in Wien, Österreich-Ungarn; † 12. Mai 1957 in Maurepas bei Paris, Frankreich) war ein US-amerikanischer Regisseur, Schauspieler, Drehbuchautor und Schriftsteller österreichischer Herkunft.
Als Schauspieler war Stroheim oft in der Rolle des arroganten und skrupellosen Bösewichts zu sehen. Deshalb erfanden die Produzenten für ihn den Slogan „Der Mann, den man gerne hasst“. In den 1920er Jahren gehörte Stroheim mit Filmen wie Gier und Die lustige Witwe zu den führenden Regisseuren in Hollywood. Seine kostenintensive Detailversessenheit sowie seine Missachtung von Zensurbestimmungen und Drehplänen hatte zur Folge, dass die meisten seiner Regiearbeiten gekürzt wurden, unvollendet blieben oder dass er während der Dreharbeiten entlassen wurde. Heute existiert keiner seiner Filme mehr in der ursprünglichen Fassung. Nach 1933 wurde er nicht mehr als Regisseur beschäftigt und arbeitete wieder als Schauspieler. In Filmen wie Die große Illusion oder Boulevard der Dämmerung hatte er als Darsteller großen Erfolg, trat aber auch in zahlreichen B-Movies auf.
Die Werke des Wiener Schriftstellers Arthur Schnitzler übten einen bedeutenden Einfluss auf Stroheims Schaffen als Regisseur und Drehbuchautor aus. Die Figur des leichtlebigen Offiziers oder Studenten in Schnitzlers Romanen, der sich in das „einfache Wiener Madl“ (Süßes Mädel) verliebt, fand auch in Stroheims Filmen immer wieder als Motiv Verwendung.

## Die frühen Jahre
Erich von Stroheims Kindheit und Jugend in Wien liegen weitgehend im Dunkeln, und nur wenige Fakten aus dieser Zeit wurden bekannt. Seine Geburtsurkunde belegt, dass er und seine Familie Mitglieder der jüdischen Gemeinde waren und „als Sohn des aus Gleiwitz stammenden jüdischen Hutfabrikanten Benno Stroheim (1913 in Wien verstorben) und Johanna, geborene Bondy, (aus Prag stammend und 1941 in Wien verstorben), in Wien VII, Lindengasse 17a geboren wurde.“ 1908 trat er aus der jüdischen Gemeinde „mit einem offiziellen Schreiben“ aus.
Später bekannte sich Stroheim zum Katholizismus. „Ein Beleg für eine Konversion liegt nicht vor.“
Einige Zeit arbeitete Stroheim im väterlichen Betrieb, einer Strohhutfabrik. Seine angebliche Militärlaufbahn, von der er später oft erzählte, ist unbelegt. Aus nie geklärten Gründen verließ Erich von Stroheim um 1909 seine Heimatstadt. Ein Onkel gab ihm das Reisegeld, und am 15. November 1909 reiste er von Bremerhaven mit dem Ozeandampfer Prinz Friedrich Wilhelm nach New York.
Nach seiner Einwanderung in die Vereinigten Staaten übte Stroheim verschiedenste Tätigkeiten aus und kam erst 1914 mit der Filmbranche in Berührung. Erste Erfahrungen in der jungen kalifornischen Filmindustrie sammelte er als Statist und Stuntman, unter anderem in D. W. Griffiths wegweisendem Film Die Geburt einer Nation, wo er sich bei einem Sprung vom Dach eines Hauses einen Rippenbruch zuzog. Durch diese spektakuläre Aktion wurde Griffith auf Stroheim aufmerksam und verschaffte ihm bedeutendere Aufgaben in seinem Umfeld.
Aristokratie und Militär übten schon früh eine große Faszination auf von Stroheim aus, und so erfand und pflegte er in Hollywood ein Image als Abkömmling eines alten Adelsgeschlechts. Er behauptete, sein voller Name sei Graf Erich Oswald Hans Carl Maria Stroheim von Nordenwall, er sei der Sohn eines Grafen und einer deutschen Baroness und habe selbst als Kavallerie-Offizier und Leibwache seiner Majestät gedient. Dies und seine äußere Erscheinung bescherten ihm während seiner gesamten Schauspielkarriere immer wieder Rollen als Militärangehöriger in den verschiedensten Schattierungen.
Für die Verfilmung des Theaterstückes Alt-Heidelberg durch John Emerson wurde er 1915 wegen seines großen Wissens in Militärangelegenheiten als technischer Berater engagiert und spielte eine Nebenrolle. Darauf folgten weitere, nun bedeutender werdende Aufgaben als Regie-Assistent, Ausstatter, Szenarist und Darsteller, dabei meist als deutscher oder österreichischer Offizier oder auch als Schurke in Filmen mit Douglas Fairbanks. Ab 1917, durch den Kriegseintritt der USA in den Ersten Weltkrieg gegen das Deutsche Reich und Österreich-Ungarn, gab es zunehmenden Bedarf an Filmbösewichten, die den Vorstellungen des amerikanischen Publikums vom deutschen Soldaten, dem „Hunnen“, entsprachen. Mit seinem grimmigen Auftreten und dem erwähnten Image – Stroheim soll zeitweise auch außerhalb der Filmsets seine Uniformen getragen haben – war er ideal geeignet, solche Charaktere effektvoll darzustellen. Aufsehen erregte er 1918 in einer Szene des Films Das Herz der Menschlichkeit von Allen Hollubar in der Rolle eines deutschen Offiziers, der eine Krankenschwester vergewaltigen will und ein ihn dabei störendes, schreiendes Baby aus dem Fenster wirft. Eine ähnliche Rolle verkörperte er im selben Jahr auch in The Unbeliever, wo er als deutscher Offizier skrupellos ein Kind und dessen Großmutter erschießen lässt. Solche Auftritte wurden Stroheim in Deutschland noch Jahrzehnte später übel genommen. Als 1921 die Aufführung von Stroheims drittem Film als Regisseur – Törichte Frauen – angekündigt wurde, erschienen Pamphlete und Boykottaufrufe gegen Stroheim und seine Filme in der deutschen Presse:
„Der ehemals österreichische Offizier Erich Oswald von Stroheim ist 1909 nach einem peinlichen Zwischenfall aus der Armee ausgewiesen worden, nach Amerika gegangen und hat während des Krieges drüben in vielen antideutschen und antiösterreichischen Hetzfilmen die preußischen Offiziere in der widerlichsten Weise als Barbaren, Kindesmörder und Schufte dargestellt. Dieser österreichische Adelsangehörige trägt durch die Verkörperung seiner Offizierspartien die Hauptschuld an der deutschfeindlichen Verhetzung des Kinopublikums in Amerika und in der gesamten Außenwelt. Dieser Vaterlandsverräter, der, um Geld zu verdienen, sich skrupellos völlig in den Dienst seines Feindes stellte, hat sich teilweise durch diese Rollen von einem armen Fliegenpapierverkäufer zu einem der größten Filmregisseure Amerikas heraufgeschlichen.“ (Egon Jacobsohn in „Film-Hölle“ Nr. 8, August 1921)

## Die 1920er Jahre

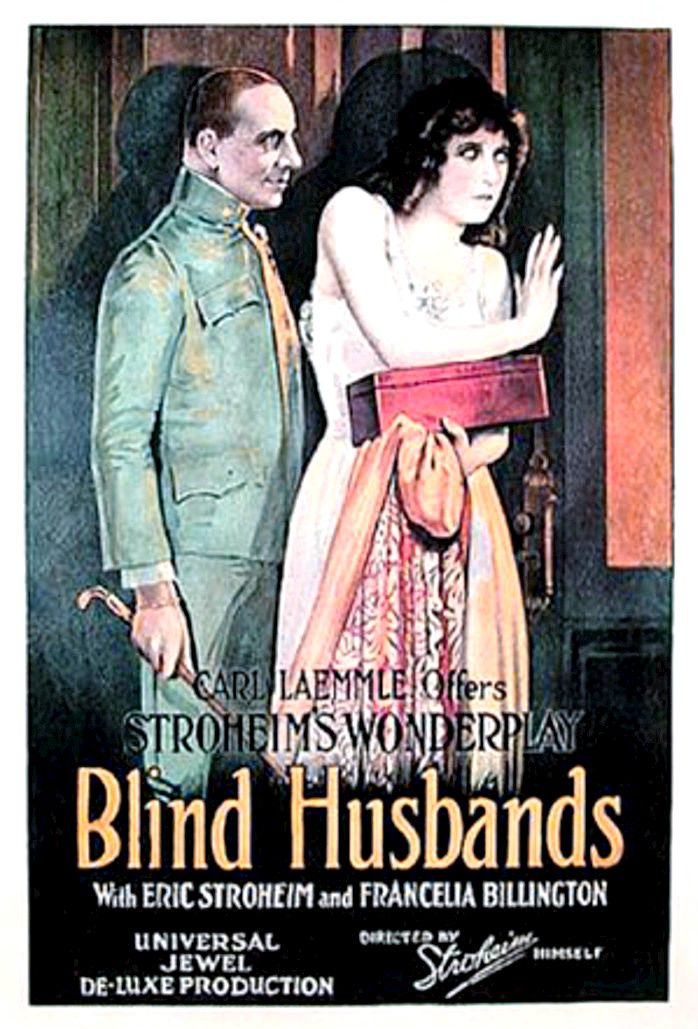
Blind Husbands (1919)

Bei Blinde Ehemänner von 1919 führte Stroheim erstmals Regie und übernahm auch eine der Hauptrollen. Er verfilmte ein selbst verfasstes Drehbuch über eine verhängnisvolle Dreiecksbeziehung unter Touristen in den Dolomiten. Der Film wurde ein großer Kassenerfolg und bescherte ihm weitere Regie-Aufträge für die Universal Studios. Stroheims zweiter Film, The Devil’s Passkey von 1920, gilt heute als verschollen, und es existieren nur noch einige wenige Standbilder. Auch dieser Film war sehr erfolgreich, so dass Stroheim sich bei seiner nächsten Produktion, Törichte Frauen (1921), in wilde und kostspielige Extravaganzen stürzen konnte. Die Produzenten ließen ihn wegen seiner vorherigen Erfolge zunächst gewähren. Weil er in dem Film auch eine der Hauptrollen spielte, konnte er dem Studio damit drohen, er würde, sollte man ihn als Regisseur entlassen, auch als Darsteller nicht mehr zur Verfügung zu stehen.
Mit seiner wachsenden Detailversessenheit und den damit einhergehenden steigenden Kosten und ausufernden Drehzeiten handelte er sich jedoch zunehmend größere Probleme mit den produzierenden Studios ein. Viele Anekdoten über Stroheims exzentrischen Regiestil machten die Runde und wurden in der Presse häufig kolportiert. So soll er bei einer Aufnahme einen Wutanfall bekommen haben, weil – in einem Stummfilm – eine Türklingel nicht funktionierte. Ein anderes Mal ließ er eine aufwändige Massenszene wiederholen, weil ein Kellner im Hintergrund keine weißen Handschuhe trug. Für seine berüchtigten Orgienszenen ließ er angeblich echte Prostituierte als Statistinnen engagieren. Für eine andere Szene verlangte Stroheim echten Kaviar.
Während der Produktion zu Rummelplatz des Lebens (1923) wurde Stroheim vom Studiochef Irving Thalberg nach einigen Wochen Drehzeit entlassen, weil er sich erneut nicht an die Vorgaben des Studios gehalten hatte. Stroheim bestellte benötigte Militäruniformen in Wien, da sich seiner Meinung nach nur auf diese Weise die notwendige Authentizität darstellen ließe. Komparsen, die als Soldaten auftraten, ließ er tagelang exerzieren, bis er mit den Aufnahmen zufrieden war. Er ließ den Wiener Prater detailgetreu auf dem Studiogelände nachbauen. Im Gegensatz zu Foolish Wives hatte Thalberg diesmal verhindert, dass Stroheim selbst in dem Film in einer Rolle auftrat. Auf diese Weise war es leichter möglich, ihn als Regisseur zu ersetzen. Der Film wurde schließlich durch den Regisseur Rupert Julian fertiggestellt.
Stroheim wechselte für sein nächstes Projekt zur Metro-Gesellschaft. Während der Dreharbeiten von Greed fusionierte die Firma mit Louis B. Mayer zur MGM, und so hatte er es 1924 bei der Produktion von Greed erneut mit deren Studiochef Thalberg zu tun. „Von“, wie Stroheim damals genannt wurde, wollte bei diesem Projekt nichts Geringeres als den Roman McTeague von Frank Norris Wort für Wort verfilmen. Gedreht wurde ausschließlich an Originalschauplätzen in Kalifornien. Berüchtigt sind die Dreharbeiten bei sengender Sonne in der Salzwüste des kalifornischen Death Valley, wo das Finale des Films spielt. Der Film wurde von MGM radikal gekürzt und war in finanzieller Hinsicht ein katastrophaler Misserfolg. Mittlerweile zählt Greed zu den herausragenden Werken der Filmgeschichte.
Louis B. Mayer äußerte sich 1954 in einem Interview über Greed und Stroheim dahingehend:
„Von Stroheim war der beste Regisseur der Welt. Das ist eine Tatsache, und niemand, der sich mit Filmen auskennt, würde das bezweifeln. Aber er war unmöglich, ein verrückter Künstler. Hätte er sich selbst nur zehn Prozent zurückgenommen und wäre er nur zehn Prozent zuverlässiger gewesen, würden wir noch heute zusammen Filme machen.“
Stroheim war von diesen Eingriffen sehr enttäuscht, war aber hinsichtlich seines kostspieligen Regie-Stils zu keinen Zugeständnissen bereit. Es folgte 1925 die Verfilmung der Lehár-Operette Die lustige Witwe. Von der im Original harmlosen Komödie blieb in seiner Bearbeitung nur wenig übrig, und die Dreharbeiten waren von heftigen Kontroversen zwischen dem Regisseur, dem Produzenten und dem Star Mae Murray begleitet. Ungeachtet dessen wurde Die lustige Witwe Stroheims größter kommerzieller Erfolg.
1926 nahm Stroheim die US-amerikanische Staatsbürgerschaft an.
Durch den großen Erfolg der Lustigen Witwe erhielt Stroheim wieder freie Hand und konnte bei Paramount die Produktion von Der Hochzeitsmarsch zunächst ganz nach seinen eigenen Vorstellungen gestalten. Wieder überschritt er aber die geplante Drehzeit und das geplante Budget so stark, dass die Dreharbeiten abgebrochen wurden. Der Film wurde vom Studio und durch die Zensur stark gekürzt und kam in zwei Teilen in den Verleih. Heute existiert nur noch ein Fragment des ersten Teils. Der zweite Teil, The Honeymoon, gilt als verschollen.
Seinen letzten Stummfilm, das Melodram Queen Kelly, drehte er 1929. Einmal mehr wurden die Dreharbeiten von heftigen Kontroversen zwischen Stroheim und den Produzenten – diesmal Gloria Swanson, die auch die Hauptrolle spielte, und deren damaligem Partner Joseph P. Kennedy – überschattet. Stroheim wurde schließlich entlassen, nachdem er unzählige Stunden Filmmaterial allein für den Prolog verbraucht hatte. Swanson ließ noch einige Szenen ohne Stroheim drehen, um die Handlung zu einem Ende zu führen. Diese Fassung wurde aber nur wenige Male in Europa aufgeführt und verschwand dann in den Archiven. Eine restaurierte Version des vorhandenen Materials nach Stroheims Originalplänen wurde erst 1985 der Öffentlichkeit zugänglich gemacht.
Sein Ruf als Regisseur war dadurch ruiniert, und Stroheim sah sich gezwungen, wieder als Darsteller für andere Regisseure vor die Kamera zurückzukehren. 1929 spielte er in seinem ersten Tonfilm Der große Gabbo von James Cruze die Titelrolle. Wie schon zu Beginn seiner Karriere war er nun auch wieder häufig als Bösewicht in Nebenrollen zu sehen. In dieser Zeit war Stroheim zudem häufig gezwungen, als technischer Berater und Hilfsdramaturg zu arbeiten.
Mehrfach wurden Remakes von Stroheims Filmen unter seiner Regie angekündigt. Aber keines der Vorhaben, so zum Beispiel Neuverfilmungen von Blinde Ehemänner oder Rummelplatz des Lebens, kam über das Vorbereitungsstadium hinaus.

## Ab den 1930er Jahren
Anfang 1930 spielte Stroheim neben Constance Bennett bei Warner Brothers im Spionagedrama Three Faces East mit. Er bekam für die Interpretation seiner Rolle gute Kritiken. So war in der Zeitschrift Illustrated Daily News am 19. Juli 1930 unter anderem zu lesen:
„Erich von Stroheim und Constance Bennett zeigen als Geheimagenten im Weltkrieg beispielhafte Schauspielkunst. Von Stroheims Profil, seine schroffe Halsstarrigkeit und arrogante Würde, kommen höchst vorteilhaft zur Geltung.“
1932 war Stroheim an der Seite von Greta Garbo in Wie Du mich wünschst in einer bedeutenden Rolle zu sehen. Er wirkte im selben Jahr bei RKO in dem lange unterschätzten Drama Die letzten Vier (The Lost Squadron) von George Archainbaud mit. Darin erscheint er in einer Parodie seiner selbst als ein größenwahnsinniger Regisseur von Kriegsfilmen, der selbst vor Mord nicht zurückschreckt, um realistisch erscheinende Fliegerszenen zu erhalten.
1933 bot man Stroheim überraschend die Gelegenheit, bei einem weiteren Film Regie zu führen: Walking Down Broadway, seinem einzigen Tonfilm. Erneut stieß sein Werk bei den Produzenten auf völliges Unverständnis. Unter anderem hieß es, Stroheims Film sei durch die explizite Darstellung menschlicher Konflikte allenfalls geeignet, „auf einem Kongress von Psychoanalytikern“ gezeigt zu werden. Auch seine letzte Regiearbeit wurde von den Produzenten bis zur Unkenntlichkeit verstümmelt und als B-Movie mit dem Titel Hello Sister! herausgebracht.
Privat durchlebte Stroheim in dieser Zeit schwere Krisen. Seine Frau, die Schauspielerin Valerie Germonprez, erlitt durch einen Unfall in einem Frisiersalon schwere Verbrennungen im Gesicht, und ein Sohn Stroheims erkrankte an Kinderlähmung. Stroheim dachte in dieser Zeit wiederholt an Selbstmord. Freunde wie Clark Gable, der in Stroheims Die lustige Witwe einen seiner ersten Filmauftritte als Komparse gehabt hatte, konnten ihn aber von diesem Vorhaben abbringen.
Von Stroheim, der tagelang bei seiner Frau im Krankenhaus wohnte, verarbeitete seine Erfahrungen teilweise in seinem Originaldrehbuch Der Arzt und die Frauen, das als eines von wenigen seiner Projekte 1937 auch tatsächlich verfilmt wurde – freilich nicht unter seiner Regie, sondern der von George B. Seitz.
Bei dem 1936 erschienenen Film Die Teufelspuppe (Originaltitel: The Devil Doll) von Tod Browning war Stroheim möglicherweise an der Erstellung des Drehbuchs mitbeteiligt. Ab 1936 fand von Stroheim auch als Darsteller in Hollywood kaum noch befriedigende Arbeit. Dies veranlasste ihn, ein Angebot aus Frankreich anzunehmen – eine der Hauptrollen in einem Film über die Spionin Marthe Richard. Als Jean Renoir ihn für Die große Illusion engagierte, ließ sich Stroheim für die nächsten Jahre in Frankreich nieder. Renoir, der ein großer Bewunderer Stroheims war, baute dessen ursprünglich kleine Rolle im Lauf der Dreharbeiten erheblich aus und beteiligte Stroheim maßgeblich an den Drehbucharbeiten. In diesem Film verkörperte Stroheim als Festungskommandant von Rauffenstein eine seiner bekanntesten Rollen.
Die deutsche Besetzung Frankreichs im Zweiten Weltkrieg zwang von Stroheim, die Kriegsjahre wieder in den Vereinigten Staaten zu verbringen. Er war auf die schwarze Liste der Nationalsozialisten geraten, die ihm jüdische Abstammung vorwarfen, und weil er sich im französischen Radio an einem Aufruf gegen die Nazis beteiligt hatte.
Zurück in den USA, spielte Stroheim wie zu Beginn seiner Karriere wieder in Propagandafilmen Offiziere und Spione oder war an B-Movies wie The Mask of Diijon beteiligt. Stroheims finanzielle Situation war angespannt. Dies veranlasste ihn, von 1941 bis 1943 Boris Karloffs Rolle als Jonathan Brewster in Joseph Kesselrings bekannter schwarzer Komödie Arsen und Spitzenhäubchen auf einer Theatertournee zu übernehmen.
Die Verkörperung des Feldmarschalls Erwin Rommel in Billy Wilders Fünf Gräber bis Kairo von 1943 bescherte Stroheim einen seiner wenigen Erfolge während dieser Zeit. Auch in dieser Rolle legte er größten Wert auf Detailtreue. So soll er beispielsweise verlangt haben, dass in dem Fotoapparat, den er als Rommel um den Hals trug, auch ein Film eingelegt war – obwohl dieser während der Handlung nie benutzt wurde. Stroheim war der Ansicht, dass das Requisit nur so authentisch wirke. Wilder erinnerte sich folgendermaßen an seine erste Begegnung mit Stroheim:

„Stroheim war ein lebendes Monument. Als ich dem großen, bewunderten Filmemacher zum ersten Mal gegenüberstand, war ich natürlich verlegen. Und um diese Verlegenheit zu überspielen, habe ich ihm gesagt: ‚Sie waren mit Ihren Filmen Ihrer Zeit um zehn Jahre voraus.‘ Stroheim blickte mich kurz an und verbesserte: ‚Zwanzig Jahre!‘“

Nach dem Ende des Zweiten Weltkrieges kehrte von Stroheim nach Europa zurück und war als Schauspieler weiterhin sehr gefragt. 1946 beteiligte er sich an einem Drehbuch nach dem Drama Totentanz von August Strindberg und spielte in der Verfilmung die Hauptrolle. Die weibliche Hauptrolle spielte Stroheims Lebenspartnerin Denise Vernac. Marcel Cravenne, ein damals noch unerfahrener Regisseur, war mit den Dreharbeiten betraut. Der Film griff zahlreiche Motive von Stroheims eigenen Filmen auf, und es hat den Anschein, dass Stroheim dabei zumindest teilweise die Regie übernommen hat. Die Dreharbeiten wurden einmal mehr von verschiedenen Streitigkeiten überschattet. Die Produzenten weigerten sich, einige zusätzliche Szenen zu finanzieren, die für das bessere Verständnis der Handlung notwendig gewesen wären. Diesem Film war kein Erfolg beschieden, und er wurde nur selten gezeigt.
Billy Wilder holte Stroheim 1950 noch einmal in die Vereinigten Staaten. In Sunset Boulevard übernahm er die Rolle eines Stummfilmregisseurs, der seine Karriere beendet hatte, um einer zurückgezogen lebenden, alternden Hollywood-Diva, gespielt von Gloria Swanson, seiner früheren Hauptdarstellerin in Queen Kelly, als Chauffeur und Butler zu Diensten zu sein. Für diese Rolle erhielt von Stroheim eine Oscar-Nominierung als bester Nebendarsteller. Es war das letzte Mal, dass er in Hollywood arbeitete.
1952 spielte Stroheim neben Hildegard Knef die Hauptrolle in einer Neuverfilmung von Alraune. Es war sein einziger Filmauftritt in Deutschland. In einer seiner letzten Rollen vor der Kamera verkörperte er in Sacha Guitrys Napoleon 1955 den tauben Ludwig van Beethoven.
Kurz vor seinem Tod wurde Erich von Stroheim von der französischen Regierung mit dem Kreuz der Ehrenlegion ausgezeichnet. Er hatte sich mit seiner Lebenspartnerin Denise Vernac nach Maurepas bei Paris zurückgezogen, wo er starb und auch bestattet wurde.

## Nachlass
Sein Sohn Josef von Stroheim überließ den Nachlass von Stroheims 1993 der Margaret Herrick Library.
Im Jahr 2000 entdeckte der Filmrestaurator Rick Schmidlin bei einem Besuch der Schwester von Denise Vernac in Frankreich einen weiteren Teil des Nachlasses von Stroheims. Das Archiv enthielt über 4.000 Fotografien, diverse Originaldrehbücher, die private und berufliche Korrespondenz von Stroheims sowie Entwürfe und Notizbücher. Schmidlin überzeugte Jacqueline Keener, das Archiv ebenfalls der Margaret Herrick Library zu spenden. Auf Basis des Materials kuratierte Schmidlin auch drei Ausstellungen über von Stroheim in der Academy of Motion Picture Arts and Sciences sowie in Bonn und Potsdam.
Das Österreichische Filmmuseum erschließt und bearbeitet in den kommenden Jahren die Richard Koszarski – Erich von Stroheim Collection. Nach jahrelangen Vorgesprächen zwischen dem Museum und dem US-Filmhistoriker Richard Koszarski konnte das Filmmuseum im Frühjahr 2022 dessen bedeutende Sammlung über von Stroheim erwerben und möchte die Sammlung bis Ende 2024 als digital zugängliche Studiensammlung online der Öffentlichkeit präsentieren können. Sie soll die großen Teilnachlässe der Margaret Herrick Library und der Cinémathèque française in Paris ergänzen.

## Filmografie

### Filme als Regisseur
- 1919: Blinde Ehemänner (Blind Husbands), Regie, Drehbuch, Hauptrolle
- 1920: The Devil’s Passkey (verschollen), Regie, Drehbuch
- 1922: Törichte Frauen (Foolish Wives), Regie, Drehbuch, Hauptrolle
- 1923: Rummelplatz des Lebens (Merry-Go-Round), Regie, Drehbuch (ungenannt, fertiggestellt von Rupert Julian)
- 1924: Gier (Greed), Regie, Drehbuch
- 1925: Die lustige Witwe (The Merry Widow), Regie, Drehbuch
- 1926: Der Hochzeitsmarsch (The Wedding March), Regie, Drehbuch, Hauptrolle
- 1926: The Honeymoon (Teil 2 von Der Hochzeitsmarsch, verschollen)
- 1928: Queen Kelly, Regie, Drehbuch (unvollendet)
- 1929: Der große Gabbo (The Great Gabbo), Co-Regie, Hauptrolle
- 1933: Walking Down Broadway (Hello, Sister!), Regie, Drehbuch
- 1948: Totentanz (La Danse de mort), Drehbuch, Co-Regie, Hauptrolle

### Filme als Darsteller (Auswahl)
- 1915: Alt-Heidelberg (Old Heidelberg), Nebendarsteller, Assistent
- 1916: Intoleranz (Intolerance), Regieassistent, Statist
- 1918: The Unbeliever, Nebenrolle, Regieassistent
- 1918: Herzen der Welt (Hearts of the World), Regieassistent, Nebenrolle
- 1918: Das Herz der Menschlichkeit (The Heart of Humanity), Hauptrolle
- 1923: Der Markt der Seelen (Souls for Sale), Cameo-Auftritt
- 1929: Der große Gabbo (The Great Gabbo), Hauptrolle
- 1932: Wie Du mich wünschst (As You Desire Me), Nebenrolle
- 1932: Die letzten Vier (The Lost Squadron)
- 1934: Gefährliche Grenze (Fugitive Road)
- 1934: Crimson Romance, Hauptrolle
- 1937: Die große Illusion (La grande illusion), Hauptrolle
- 1937: Alibi (L’Alibi), Hauptrolle
- 1937: Under Secret Orders (aka Mademoiselle Docteur), Hauptrolle
- 1938: L’Affaire Lafarge, Nebenrolle
- 1938: Ultimatum, Hauptrolle
- 1938: Les Pirates du Rail, Nebenrolle
- 1938: Das Geheimnis von St. Agil (Les Disparues de Saint-Agil), Hauptrolle
- 1938: Gibraltar, Hauptrolle
- 1939: Die Spielhölle von Macao (Macao, l’enfer du jeu), Hauptrolle
- 1940: Pieges, Nebenrolle
- 1940: I Was An Adventuress, Hauptrolle
- 1941: So Ends Our Night, Nebenrolle
- 1943: Fünf Gräber bis Kairo (Five Graves to Cairo), Hauptrolle
- 1943: The North Star, Nebenrolle
- 1945: The Great Flamarion, Hauptrolle
- 1946: The Mask of Diijon, Hauptrolle
- 1948: Totentanz (La Danse de mort), Regieassistent, Drehbuch, Hauptrolle
- 1949: Rote Signale (Le signal rouge), Hauptrolle
- 1950: Boulevard der Dämmerung (Sunset Boulevard), Nebenrolle
- 1952: Alraune, Hauptrolle
- 1953: L’Envers du paradis, Hauptrolle
- 1955: Napoleon (Napoléon)

## Stroheim als Romanautor
Stroheim trat auch als Verfasser mehrerer Romane hervor, unter anderem mit Paprika (1935), Les Feux de Saint Jean (1951) und Poto-Poto (1956).

## Filmdokumentationen
- Der Mann mit dem bösen Blick – Erich von Stroheim. (Originaltitel: The Man You Loved to Hate). Britisch-amerikanisch-deutsche TV-Dokumentation (1979) von Richard Koszarski (Buch) und Patrick Montgomery (Produktion und Regie), 78 Minuten.